# Tromb-al-ca-zar aneb Dramatičtí zločinci
Tromb-al-ca-zar aneb Dramatičtí zločinci (ve francouzském originále Tromb-al-ca-zar, ou les Criminels dramatiques, zpravidla uváděno jen jako Tromb-al-ca-zar a psáno též Tromb-Al-Ca-Zar nebo Trombalcazar) je opereta – autorské žánrové označení zní bouffonerie musicale, tj. hudební buffonérie – o jednom dějství francouzského skladatele Jacquese Offenbacha na libreto Charlese-Désiré Dupeutyho a Ernesta Bourgeta z roku 1856. Její premiéra se konala 3. dubna 1856 v pařížském divadle Théâtre des Bouffes-Parisiens.

## Vznik a charakteristika
Tromb-al-ca-zar je poslední z jednoaktových děl Jacquese Offenbacha, která napsal pro první sezónu svého divadla Théâtre des Bouffes-Parisiens. V rychlém sledu svých aktovek skladatel udržoval rovnováhu mezi dvěma póly, lyricko-komickým a groteskně-parodickým. Poté, co v březnu 1856 uvedl svou již starší umírněnou opéru comique Pepito (Děvče z Elizonda), následovala nová buffonérie napsaná, slovy Alberta de Lasalle, „v extra-burleskním stylu“. Z obou libretistů byl Ernest Bourget osobností v divadle teprve začínající, stejně jako většina autorů dosavadních autorů hraných v Bouffes-Parisiens, ale Charles Dupeuty byl již osobností zavedenou na pařížské divadelní scéně od počátku 20. let 19. století a autorem několika desítek děl, zejména vaudevillů. Jeho angažmá bylo jedním z výrazů Offenbachovy snahy poskytnou svému mladému divadlu punc autority a tradice: ne náhodou po Tromb-al-ca-zarovi následovaly do konce sezóny ještě opereta uznávaného operního autora Adolphe Adama Pierrot a Violetta a L'Impresario, adaptace Mozartova Divadelního ředitele.
Základní myšlenkou nové buffonérie byla parodie loupežnické tematiky, které byla v opeře poloviny 19. století zvláště hojná, například v populárních dílech D. F. E. Aubera (Fra Diavolo, Korunní diamanty…).
I pro účast zkušeného vaudevillisty je Tromb-al-ca-zar Offenbachovým dílem nejbližším žánru vaudevillu z doby červencové monarchie, včetně jeho nectností. Velmi plytký a jen hrubě nahozený děj stěží přesahuje pouhou základní situaci, kdy je tlupa kočovných herců oblečená do loupežnických kostýmů považována venkovským hostinským za skutečné loupežníky, a tato zápletka navíc byla již nejméně od Scribova vaudevillu Hostinec aneb Domnělí loupežníci (L'Auberge, ou les Brigands sans le savoir, 1812) z pařížských scén dobře známá. O dialozích kritika soudila, že je v nich „bohužel … více slovních vtipů než duchaplnosti“ (Gustave Bertrand). Zpěvní čísla přitom mají jen povrchní spojitost s dějem, natož aby jej posouvala vpřed; skladatel však některým z nich dokázal alespoň dát úlohu charakterizační (např. vstupní píseň Beaujolaise). Vaudevillovým prvkem Offenbachovy partitury jsou úryvky z děl jiných skladatelů: árie z oper Hirondelles od Féliciena Davida a La Sirène od D. F. E. Aubera zakomponované do písně o krokodýlovi, jakož i samostatně zpívaná píseň z Adamovy Chaty v Alpách. Offenbach sice cituje nebo napodobuje dobově populární skladatele v mnoha svých dílech a hudební parodii považoval za legitimní součást žánru „bouffe“, do něhož Tromb-al-ca-zar patří, ale takto rozsáhlá citace celých melodií je v jeho tvorbě výjimkou. Offenbachův německý životopisec Anton Henseler nalezl v Tromb-al-ca-zarovi ozvuky karnevalové melodie z Kolína nad Rýnem známé pod názvem Ô Jerum-Walzer; byla by to v Offenbachově hudbě ojedinělá připomínka jeho rodiště. Stejně jako jiná díla z prvních let Bouffes-Parisiens musel Tromb-al-ca-zar vyhovovat omezením, která stanovilo Offenbachovo divadelní privilegium. Proto v kusu vystupují čtyři osoby – povolené maximum – a dále v posledním výstupu tanečníci a statisté, kteří však nesměli mluvit ani zpívat.
Tromb-al-ca-zar nikdy nenašel přízeň u kritiky, která v jeho vaudevillových kořenech spatřovala známku pokleslosti, zato u publika měl mimořádný ohlas. Důvodem byla velmi přitažlivá a rychle zpopulárnělá hudba i vynikající výkony představitelů, zejména Léonce jako Vert-Panné a Hortensie Schneiderové jako Gigolette. Její bolero, při kterém zpěv doprovázela tancem a kastanětami, se stalo atrakcí. Čtvrté představení se konalo na přímou zakázku prince Jérôma Bonaparta, císařova bratrance.

## Inscenační historie
Bouffes-Parisiens uváděly tuto operetu na svých zájezdech a udržovaly ji ve svém repertoáru po desetiletí. Hrála se i v řadě francouzsky hrajících provinčních divadel, včetně Théâtre des Bouffes-Belges v Bruselu (září 1858) a Théâtre-Royal v Antverpách (premiéra 25. listopadu 1860).

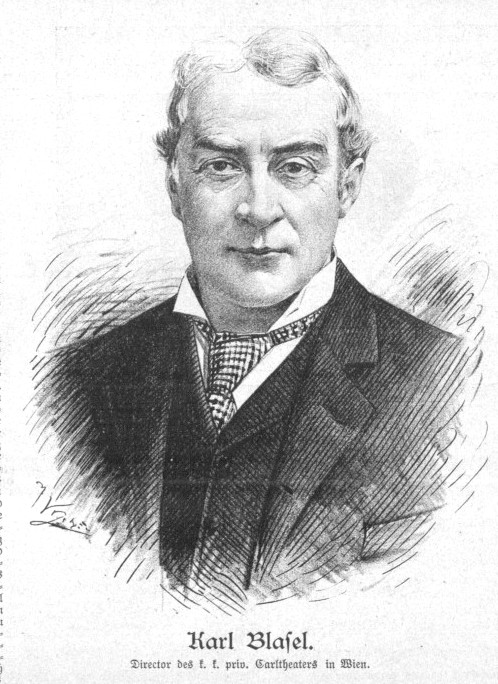
Vídeňský herec Karl Blasel, protagonista první inscenace Tromb-al-ca-zara v českých zemích.

První inscenace ve střední Evropě se konala ve Vídni 19. března 1862 v divadle Theater auf dem Franz-Josefs-Kai neboli Treumanntheater pod názvem Tromb-Alcazar oder Die dramatischen Verbrecher. Ředitel divadla Carl Treumann pořídil i překlad a úpravu, která mohla poslat na jeviště více postav, než měl kdysi Offenbach povoleno. (Stejný večer měla premiéru i revue Narrenabend im Salon Pitzelberger, pro niž prý hudbu uspořádal kapelník Stenzl, ale už podle názvu, který odkazuje na Pan Karfiol si dovoluje pozvat..., jistě Offenbachovu hudbu obsahovala.) Vídeňská kritika považovala text za banální a nepovedený (i kvůli nezpěvnému překladu), hudbu však přijala o poznání vřeleji: i přes výtky, že tato opereta „patří k [Offenbachovým] nejslabším“, a přirovnání ke „kompilaci nejoblíbenějších melodií z již slyšených Offenbachových operet“, noviny uznávaly, že „Offenbachova hudba obsahuje svěžest, humor a dráždivost, která se projevuje ve vedení vícehlasé faktury i v orchestrálním doprovodu,“ a chválily její „náladovost, živou barevnost a charakteristickou přiléhavost k textu“. Vídeňskému publiku se Tromb-Alcazar velmi líbil, dosáhl v Treumannově divadle 33 představení – k nimž lze připočítat dvě, která zde v červnu 1862 odehrál hostující soubor samotných Bouffes-Parisiens – a zařadil se tak k nejoblíbenějším inscenacím tohoto divadla.
I přes úspěch ve Vídni Tromb-al-ca-zar v 60. letech 19. století nebyl hrán v dalších divadlech habsburské monarchie. Až 70. letech 19. století, kdy se Tromb-Alcazar hrál hojně ve vídeňském divadle Carltheater, s ním jeho umělci rovněž příležitostně hostovali v jiných rakousko-uherských městech. 26. července 1872 se hrála v Pešti, v německém divadle Deutsches Actien-Theater. Byla to jediná inscenace v Uhersku a roli Vert-Panné hrál slavný komik a v té době ředitel Carltheatru Karl Blasel, jehož výkon v řadě offenbachovských rolí vychvaloval svým pařížským libretistům Jacques Offenbach samotný. Jeho hostování také vděčila dosud jediná inscenace Tromb-al-ca-zara v českých zemích, totiž v Městském divadle v Brně (v budově Prozatímního divadla na Žerotínově náměstí, premiéra 29. července 1875). Kritik v Brünner Zeitung ji zařadil mezi „novinky, které si nečiní nárok na nějakou úlohu v řadě dramatických produkcí“, a poznamenává, že obecenstvo aplaudovalo Karlu Blaselovi vřele, jinak však bylo při Tromb-Al-Ca-Zarovi už dlouhým večerem unavené.
V Dánsku se tato opereta hrála pod názvem Tromb-al-Cazar eller Theaterbanditterne nebo jen Theaterbanditterne v překladu Julia Petersena. Poprvé se tak stalo zřejmě na podzim roku 1872 v Odense, ale 22. září 1874 ji na repertoár zařadilo kodaňské divadlo Casino, kde vydržela až do roku 1906 a dosáhla do té doby 63 repríz. V roce 1914 ji pak hrálo kodaňské divadlo Tivolis Teatersal.
Ve Velké Británii byl Tromb-al-ca-zar nejprve slyšet ve zkrácené verzi 9. června 1866 v Oxford Music Hall a následně v Canterbury Music Hall; řádnou inscenaci, a to v překladu a úpravě Charlese Henryho Stephensona, uvedl až divadelní podnikatel John Hollingshead londýnském Gaiety Theatre (premiéra 22. srpna 1870); hráli Julia Mathews, John Maclean, Charles Lyall a J. D. Stoyle. Ve Spojených státech amerických ji nejprve hrála v originálním znění divadla francouzských impresáriů – Paula Juineta (premiéra v New Yorku, Théâtre Français – Niblo's Saloon, 12. ledna 1864) a Jacoba Graua (New York 1866); v angličtině ji uvedla až divadelní společnost Susan Galtonové, jež i sama zahrála Gigolette, poprvé v sanfranciské Alhambře 2. září 1873.

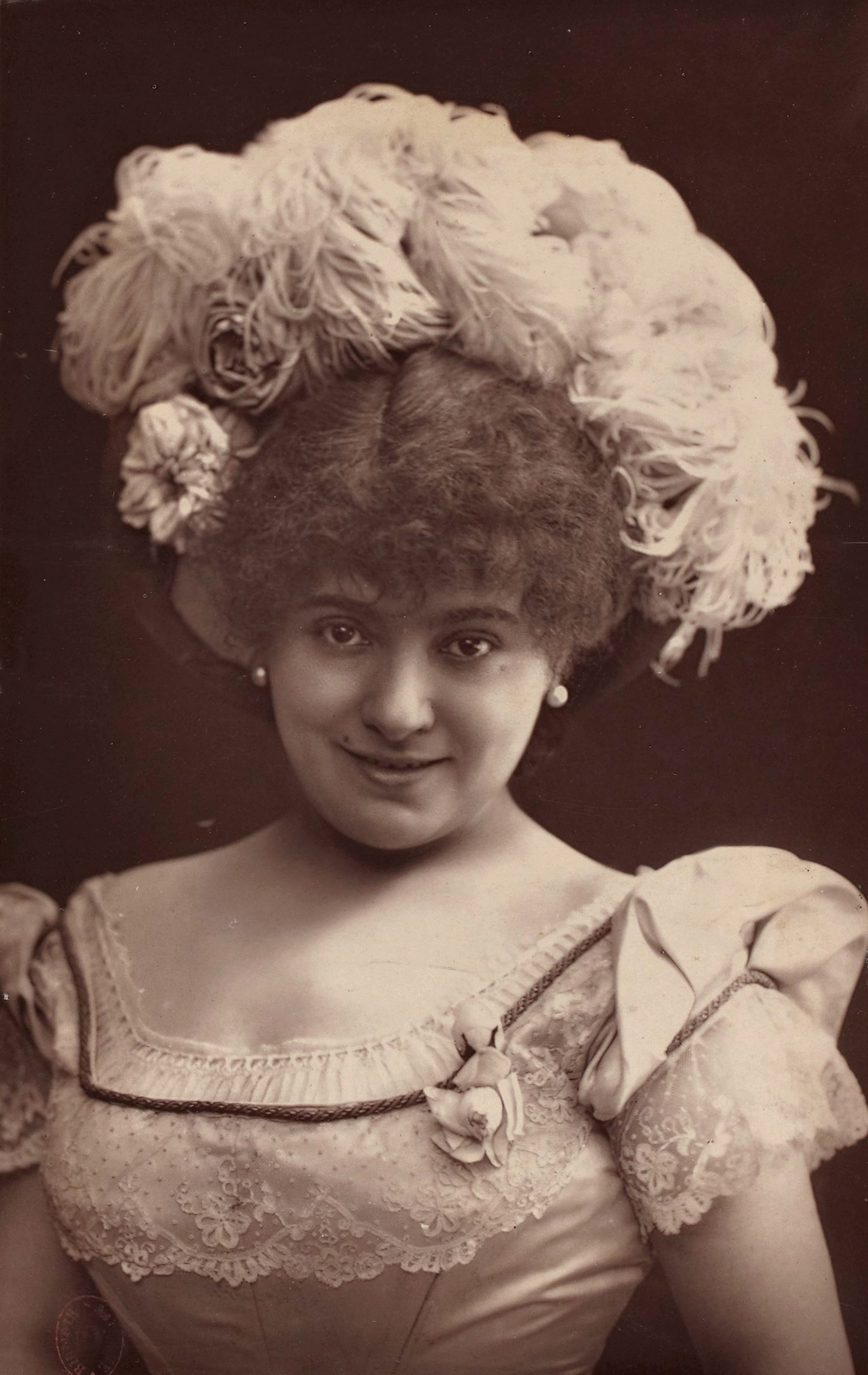
Louise Théo, první Gigolette v Tromb-al-ca-zar

Ve Španělsku se tato opereta se španělskými prvky hrála zřejmě již roku 1871, ze kterého pochází překlad Laureana Sáncheze Garaye a Vicenta de Lalamy pod názvem Tromb-Al-Ca-Zar o los criminales dramaticos. Později se na scéně objevily místní úpravy: roku 1874 Tromb-Al-Ca-Zar v podání madridského divadla Teatro Prado a roku 1876 El guapo Francisco Esteban v Teatro de los Jardines del Buen Retiro. Již roku 1862 však byla jako první Offenbachovo dílo hrána v kubánské Havaně.
Působivost operety v moderní době omezuje skutečnost, že obecenstvo již nechápe narážky na francouzské reálie, hry, opery a písně poloviny 19. století, kterými libreto i hudba Tromb-al-ca-zara oplývají. Zejména díky působivosti hudební složky, ale také prostoru nabízeného libretem pro hereckou improvizaci, však Tromb-al-ca-zar alespoň ve Francii nikdy zcela nesešel ze scén malých nebo amatérských divadel (např. Espace Marais v Paříži od 15. června 1985). Z posledního čtvrtstoletí lze například zmínit inscenaci na festivalu Bruniquel 1998 nebo na Festival Offenbach d'Étretat 2007. Roku 2018 ji společnost pod vedením offenbachovského badatele Jeana-Christopha Kecka uvedla koncertně ve foyer Théâtre de l'Odéon v Marseille.
Píseň o krokodýlovi s mírně pozměněným textem zlidověla a stala se oblíbenou písní pro děti pod názvem Ah! les crocodiles; pro mnoho francouzsky mluvících dětí tak znamená první setkání s Offenbachovou hudbou.

## Osoby a první obsazení
| osoba                                 | hlasový obor | světová premiéra (3.4.1856)              | vídeňská premiéra (19.3.1862) | česká premiéra (29.7.1875) |
| ------------------------------------- | ------------ | ---------------------------------------- | ----------------------------- | -------------------------- |
| Beaujolais                            | tenor        | Étienne Pradeau                          | Carl Treumann                 | Klein                      |
| Vert-Panné                            | baryton      | Léonce (vl. jm. Édouard-Théodore Nicole) | Louis (Alois) Grois           | Karl Blasel                |
| Gigolette (Simplette)                 | soprán       | Louise Théo (vl. jm. Anne-Louise Picolo) | Helene Weinberger             | Frühling                   |
| Ignace                                | tenor        | Rubel                                    | Wilhelm Knaack                | Brummer                    |
| [François, mladý milovník a nápověda] | …            | –                                        | Lebschmidt                    | –                          |
| [Cotolet, baryton a pokladník]        | …            | –                                        | Sindelhauser                  | –                          |
| [Simonide, něžný otec a šatnář]       | …            | –                                        | Andre                         | –                          |
| Dirigent:                             | Dirigent:    | Jacques Offenbach                        | Carl Franz Stenzel            | ...                        |

## Děj operety

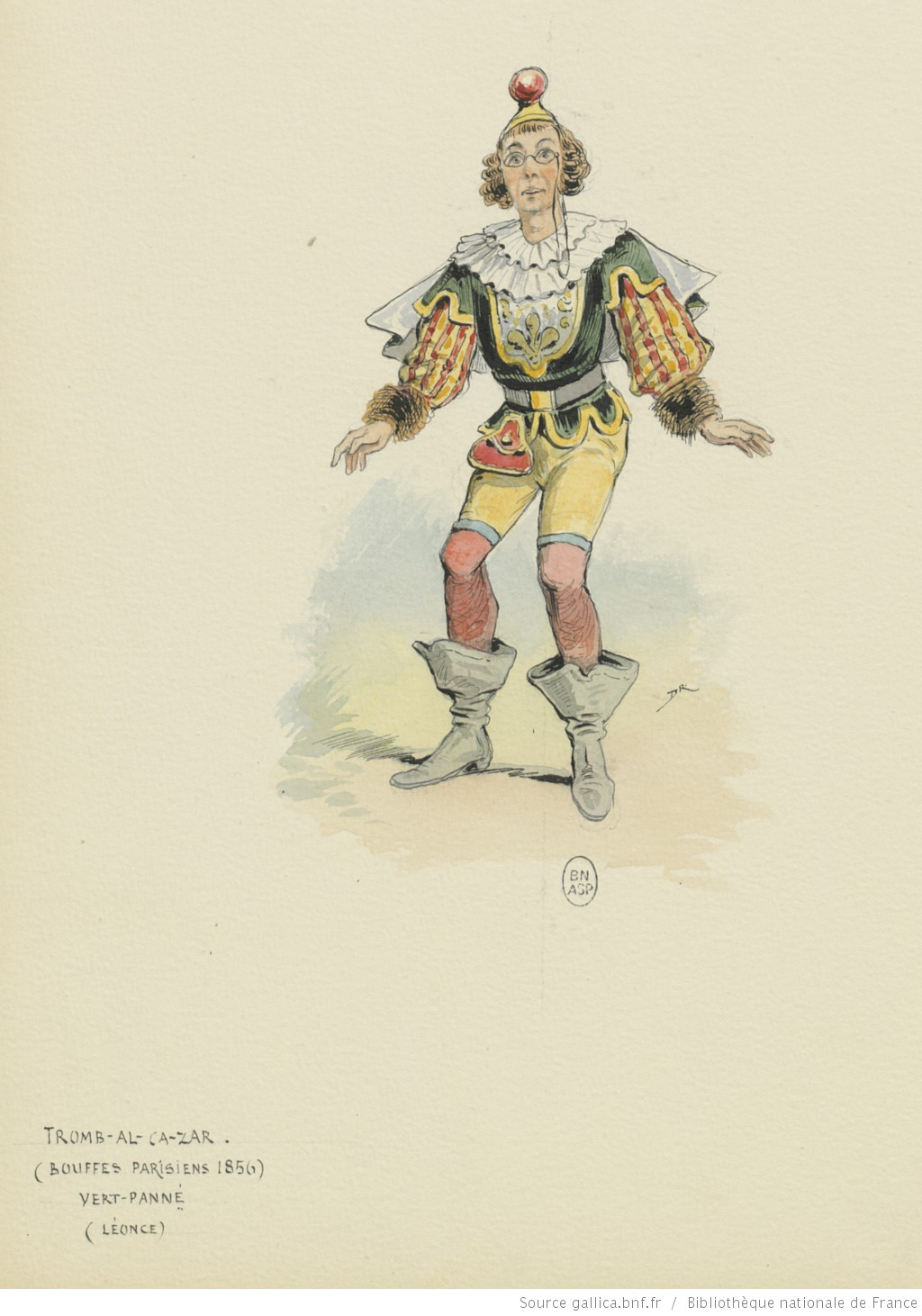
Léonce jako Vert-Panné

(Interiér hostince poblíž Saint-Jean-de-Luz) Hostinský Ignace je nespokojený a má starosti. Před nějakým časem opustil svou ves i svou sestřenku a snoubenku Simplette, aby si pronajal tento hostinec na pobřeží, ale strávníků či nocležníků je velmi pomálu a ještě se musí strachovat španělských loupežníků, kteří zde v pohraničí řádí. Jejich bandu prý nedávno porazilo četnictvo, ale krutý vůdce banditů jménem Tromb-al-ca-zar prý unikl a nyní jistě někde dává svou tlupu opět dohromady. Co kdyby nedejbože dorazil přímo sem!
Do hospody vrazí muž v mušketýrském obleku, který o sobě říká, že je „pronásledován deštěm i četníky“, a vypočítává svá jména (č. 1 recitativa a árie Ô rage, ô désespoir! … Comment moi, Buridan, Don César de Bazan). Ignace jej hned má za loupežníka a neznámý tento dojem potvrzuje, když hovoří o tom, že byl na nejlepší cestě vymáčknout peníze z lidí z blízkého města, ale na poslední chvíli byla jeho kompanie rozprášena a vyhnána četníky. Nyní zde chce vyčkávat příchodu ostatních. Nechce si u hostinského objednávat (nemá totiž peníze…), ale pokud by jim chtěl Ignace sám nabídnout něco k snědku, nepohrdnou. Hostinský, vyděšen ráznými způsoby a pánovitým vystupováním návštěvníka, běží vyhovět.
Ale muž v mušketýrském kostýmu není lupič, nýbrž hlava divadelní trupy, skladatel a hrdinský herec Beaujolais. A už jsou tu i dva další členové společnosti, Vert-Panné, jinak také dramatik, a subreta Gigolette. Navzájem si stěžují na trampoty při turné po venkově. Včera Beaujolais při zpěvu na jevišti jen chraptěl, a když svými omluvami nechtě obecenstvo urazil, hnali diváci herce z města, ani si nestačili svléci kostýmy – a to právě hráli historickou hru o španělských banditech… Aby zahnali hlad, zpívají si „píseň o krokodýlovi“ s vložkami z komických oper ze svého repertoáru (č. 2 tercet Le crocodile en partant).

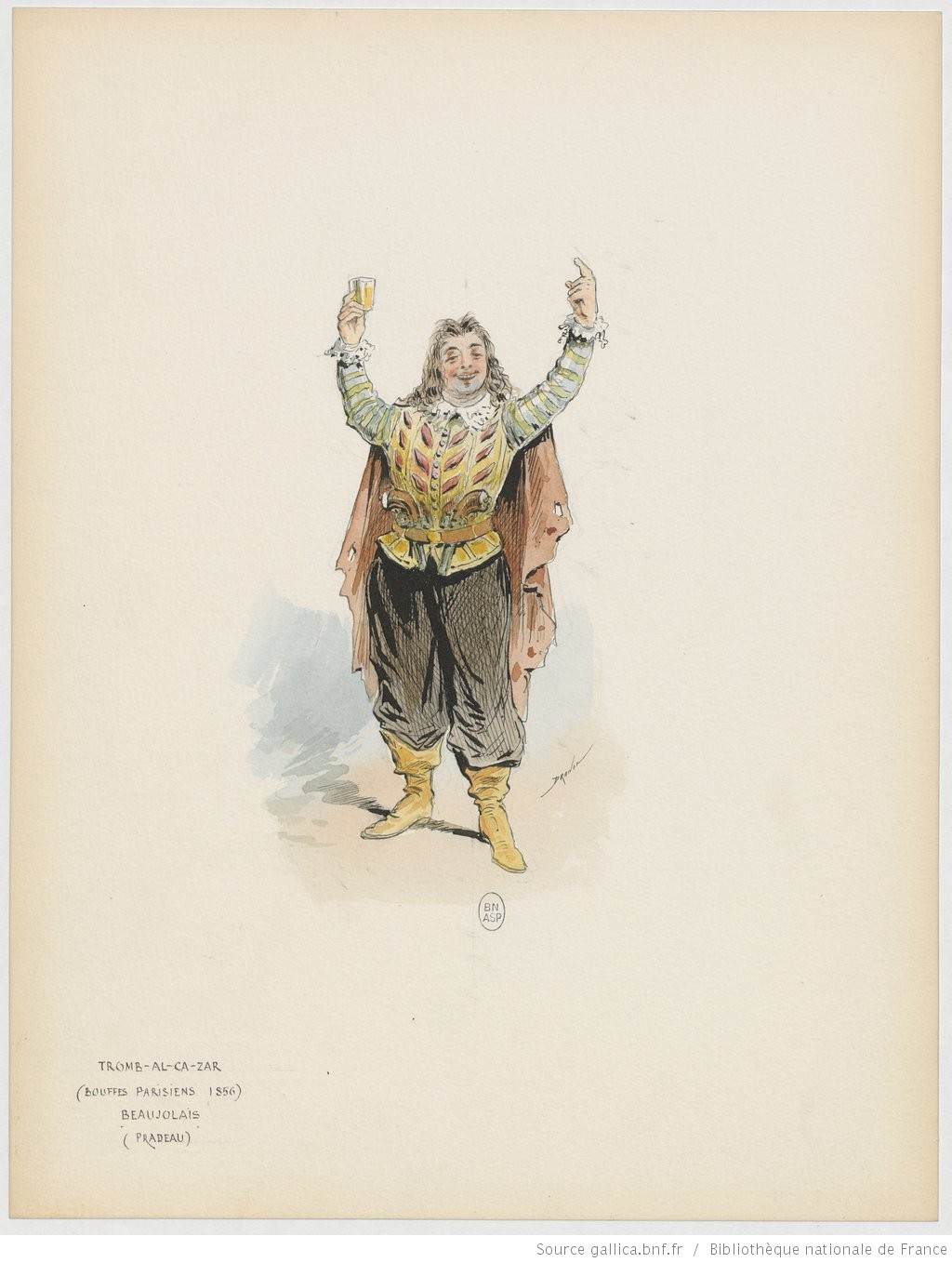
Étienne Pradeau jako Beaujolais

Když se chystají odejít, objeví se Ignace s jídlem. Ignace a Gigolette se poprvé spatří a jemu se zdá, že je to jeho Simplette. Ani jeden z nich nemá zájem na tom, aby ho ten druhý poznal – Ignace se bojí na sebe loupežnici upozornit a Gigolett má obavy, že Ignace bude informovat její rodinu, že se dala k divadlu. Proto oba dělají, jako by se neznali. Poplach donutí herce, aby se na chvíli klidili (č. 3 tercet Détallons et fuyons). Gigolette se vrátí hostinského zkoušet, zda ji skutečně nepoznal, a tančí kolem něj s cikánskou písní (č. 4 kuplet La gitana, ah! croyez bien), ale když Ignace ani nemrkne, věří, že ji nepoznává – a totéž si o ní myslí on.
Poplach byl falešný, četníci se neblíží a herci se vrátí. Pojídají sardinky a ptají se, zda by nebylo něco více na zub. Vystrašený Ignace je nucen vytáhnout svou šunku, slavný místní produkt, a herci zpívají chvalozpěv na bayonskou šunku (č. 5 tercet Un jambon de Bayonne). Ignace je napájí kirschem (třešňovicí) – rád by loupežníky opil a zneškodnil. Herci se rozhodnou provést zkoušku své nové romantické hry se zpěvem. Beaujolais v ní hraje náčelníka lupičů Tromb-al-ca-zara a Vert-Pané jeho pobočníka Astolfia. Scéna se odehrává v hostinci, kde se loupežníci domlouvají nové zločiny a debatují nad tím, zda hostinský bude držet jazyk za zuby či zda je třeba se ho jakožto nepohodlného svědka zbavit. Ignace, který se mezitím vrátí, ovšem scéně věří a vztahuje jejích výhrůžky na sebe; schová se tedy pod stůl.
Gigolette přichází ve svém kostýmu a žádá – ve své roli – z pomsty ucho svého milence, mladého pastýře, který ji svedl a opustil (č. 6 kvartet Un beau jour, à l'heure où l'aube se lève). Beaujolais jakožto loupežnický náčelník ji slibuje pomstít, zato skrytý Ignace se opět v historce poznává a třese se, že se jedná o něj a jeho ucho. A nejen o ucho – vůdce lupičů je přesvědčen, že je třeba zrádného svůdce ztrestat všem nevěrníkům pro příklad rovnou smrtí, a to ostřím cikánských dýk.
Zde se zkouška zastaví, protože chybí herec, který má ztvárnit nebohou oběť. Beaujolais si vzpomene na Ignace, který by ho mohl zastoupit: je to ostatně role věru nenáročná, stačí trochu zatancovat a pak se nechat probodnout. Hbitě Ignace nalezne, vytáhne ze skrýše a nutí ho tancovat – právě vhod přicházejí komedianti a cikánky, kteří strhnou Ignace do kola. Tanec skončí scénou ubodání „mladého pastýře“ divadelními dýkami. Ignace se po chvíli vzpamatuje a je rád, že útok přežil, ale pro jistotu prosí o milost a nabízí se, že se dobrovolně přidá k jejich bandě. Herci ho rádi přijímají mezi sebe a spolu s ním míří na další štací – do Bayonne. Na odchodu si znovu zapějí chvalozpěv na bayonskou šunku (č. 7 introdukce, valčík a repríza tercetu o šunce).

## Diskografie
- 1972 (oficiálně nevydaná nahrávka O.R.T.F.) Zpívají: (Beaujolais) Gaston Rey, (Vert-Panné) Aimé Donyat, (Gigolette) Fanély Revoil, (Ignace) René Hérent. Orchestre lyrique de l'O.R.T.F. řídí Maurice Sauret.[27]
- 1987 (TLP Records C-35003). Zpívají: (Beaujolais) Albert Voli, (Vert-Panné) Yerry Mertz, (Gigolette) Claudine Granger, (Ignace) Jacques Legrand. Orchestre de chambre de la RTBF řídí Alfred Walter.[27]